# Frank Palomino
Frank Palomino (Cuzco, 1 de diciembre de 1970) es un exfutbolista peruano. Se desempeñaba en la posición de centrocampista.

## Selección nacional
Fue internacional con la selección de fútbol del Perú en 9 ocasiones. Debutó el 25 de mayo de 1994, en un encuentro amistoso ante la selección de Chile que finalizó con marcador de 2-1 a favor de los chilenos.

### Participaciones en Copa América
| Copa              | Sede    | Resultado    |
| ----------------- | ------- | ------------ |
| Copa América 1997 | Bolivia | Cuarto lugar |

## Clubes
| Club                      | País        | Año       |
| ------------------------- | ----------- | --------- |
| Cienciano                 | Perú        | 1989-1992 |
| Universitario de Deportes | Perú        | 1993      |
| Ciclista Lima             | Perú        | 1994      |
| Deportivo Sipesa          | Perú        | 1995      |
| Cienciano                 | Perú        | 1996      |
| FBC Melgar                | Perú        | 1997-1998 |
| Yunnan Hongta F.C.        | China       | 1998      |
| Cienciano                 | Perú        | 1999-2000 |
| Estudiantes de Medicina   | Perú        | 2001      |
| Cienciano                 | Perú        | 2001-2002 |
| CD Luis Ángel Firpo       | El Salvador | 2002-2003 |
| Cienciano                 | Perú        | 2005-2006 |

## Palmarés

### Campeonatos nacionales
| Título           | Club                      | País | Año  |
| ---------------- | ------------------------- | ---- | ---- |
| Primera División | Universitario de Deportes | Perú | 1993 |